# Palais de Justice (Bordeaux)

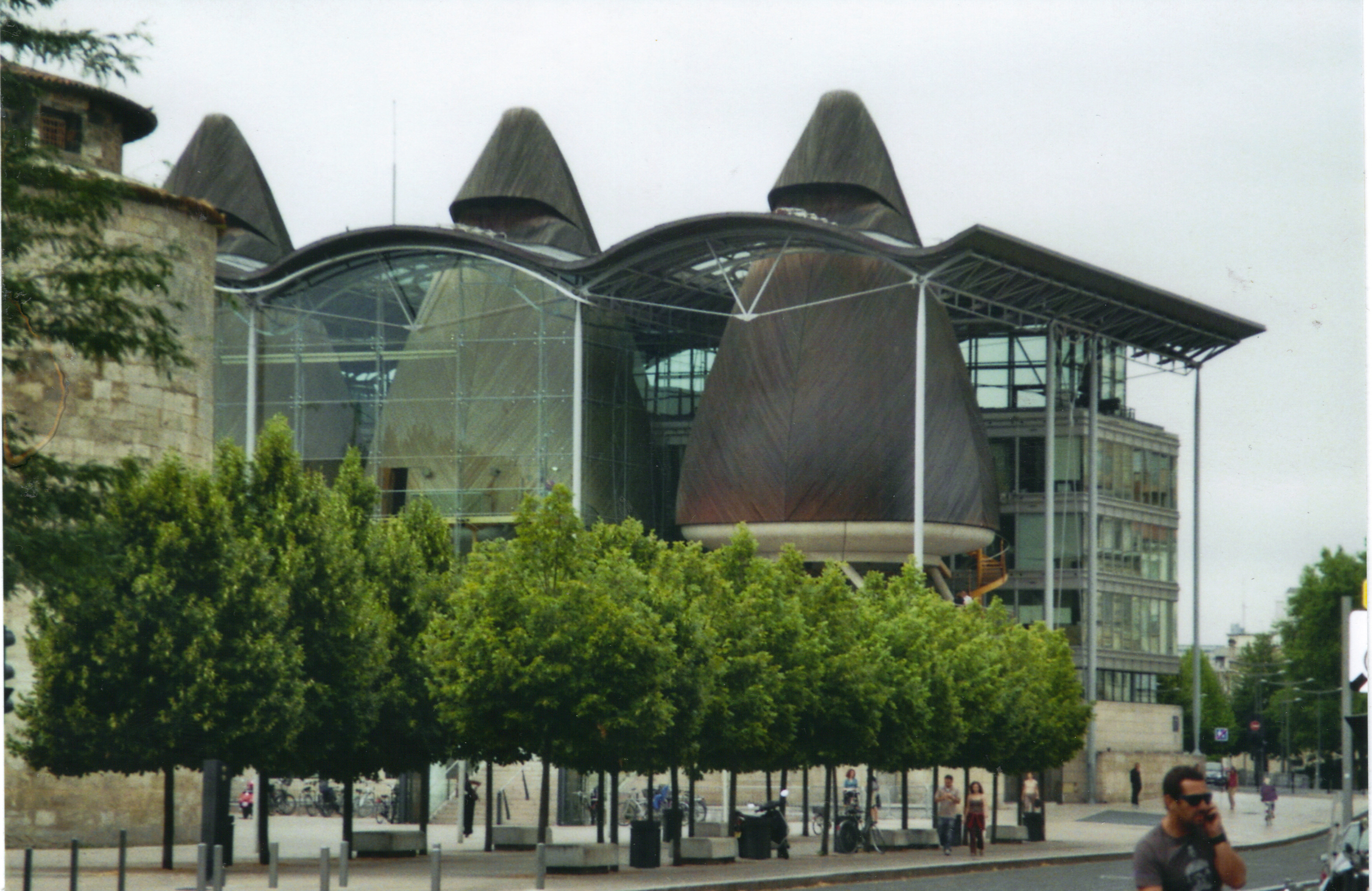
Architektur des 15. und des 20. Jahrhunderts im Dialog

Der Justizpalast von Bordeaux ist ein aus mehreren Epochen stammendes Gerichtsgebäude mit einem spektakulären Zubau von Richard Rogers vom Ende des 20. Jahrhunderts.

## Geschichte
Anstelle des aus der Mitte des 15. Jahrhunderts stammenden Fort du Hâ wurde nach Plänen der Architekten Joseph-Adolphe Thiac (1839–1846) ein Gerichts- und Gefängnisgebäude errichtet. Ein kleiner Teil der alten Zwingburg blieb dabei erhalten. Die klassizistische Hauptfassade nach Vorbild des Aphaiatempels, das monumentale Peristyl und die große Freitreppe entsprechen den Konzeptionen zeitgenössischer Herrschaftsarchitektur. Vier Skulpturen schmücken den strengen Bau, geschaffen von Dominique Fortuné Maggesi: Montesquieu, Michel de L’Hospital, Malesherbes und Henri François d’Aguesseau.
Ganz anders stellt sich der Zubau von 1998 dar. Richard Rogers’ Architektur zitiert spielerisch und ironisch technische Elemente der Weinproduktion, die Glasfassade soll die Transparenz der Justiz symbolisieren.